# Arctogeophilus atopus
Arctogeophilus atopus är en mångfotingart som först beskrevs av Chamberlin 1902.  Arctogeophilus atopus ingår i släktet Arctogeophilus och familjen storjordkrypare. Inga underarter finns listade i Catalogue of Life.